# Підліткова драма
Підліткова драма (англ. Teen drama, також іноді «Підлітковий ситком» (англ. Teen sitcom)) — різновид драматичних телесеріалів, в сюжеті яких робиться наголос на демонстрацію персонажів-підлітків. Цей жанр практично не існував у перші 45 років історії телебачення і отримав популярність лише на початку дев'яностих, після успіху серіалу «Беверлі-Гіллз, 90210», який вважається основоположником напряму. Тим не менш у п'ятдесятих мали успіх ситкоми «Батько знає краще» (1954-1960) і «Шоу Донни Рід» (1958-1966) зі значною часткою молодих героїв, але тим не менше в цих програмах підлітки ніколи не перебували на чолі сюжету і першим шоу про підлітка стала Джиджет  (1965-1966) з Саллі Філд.
Починаючи з дев'яностих на американському телебаченні щорічно почали виходити підліткові драми, в основному вони демонструють життя учнів середніх шкіл, в першу чергу середнього або вищого соціальних класів. Найчастіше серіали були мильними операми з типовими для підлітків сюжетним арками на декілька епізодів або навіть на весь сезон, в основному вони фокусувалися на дружбі, романтиці і відносинах з батьками.
Жанр, зокрема його представники «Чужа сім'я» (2003-2007) та «Школа виживання» (2003-2012), часто критикувалися за шаблонні сюжетні ходи, зайву драматичність і затягнутість історій, в той час як «Моє так зване життя» (1994-1995) і «Вероніка Марс» (2004-2007), навпаки були улюблені критиками і часто називалися одними з найкращих шоу, коли-небудь створених.